# Perry Bamonte

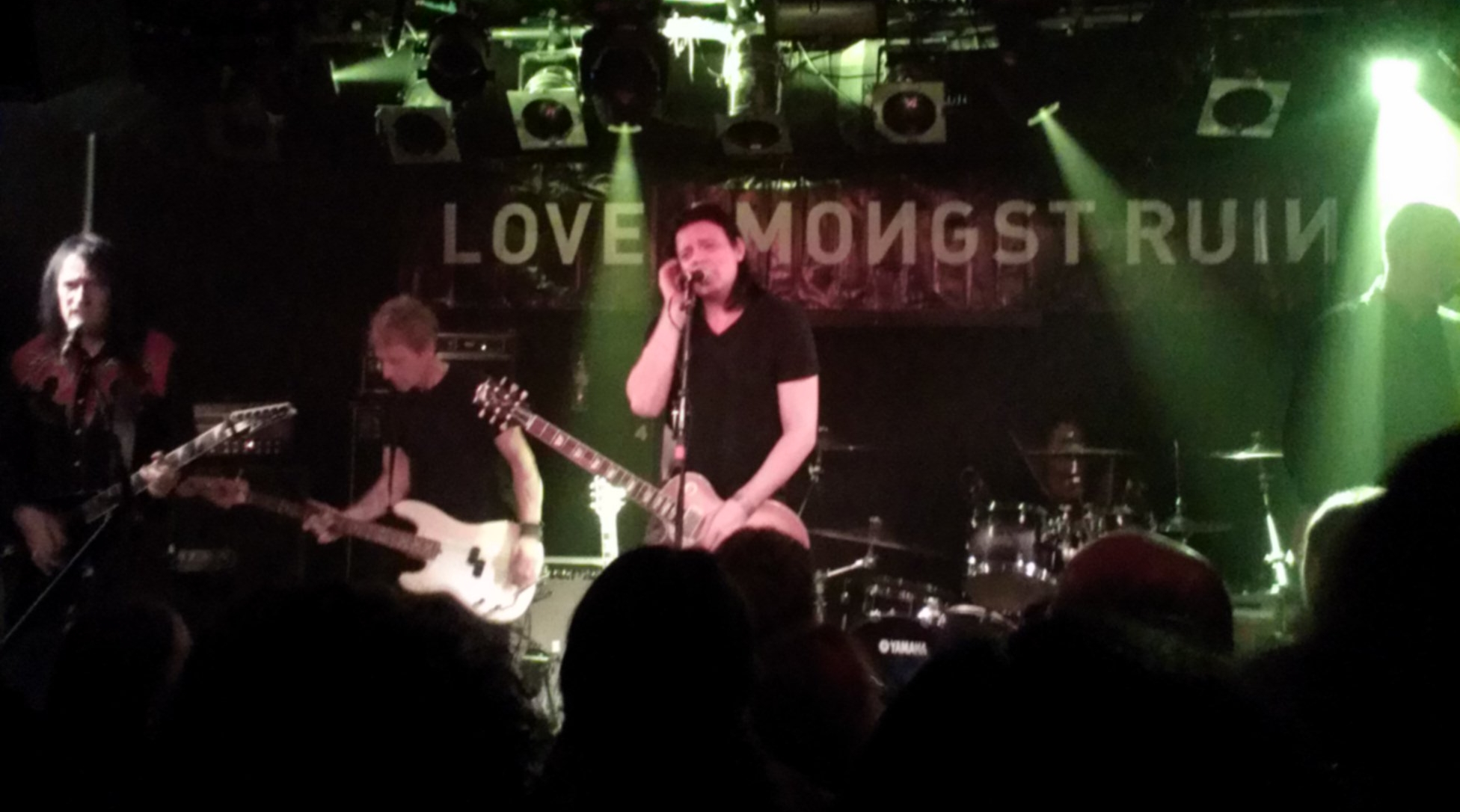
Love Amongst Ruin podczas koncertu w 2015 roku (Bamonte drugi od lewej)

Perry Archangelo Bamonte (ur. 3 września 1960 w Londynie) – brytyjski gitarzysta i klawiszowiec, członek zespołów The Cure i Love Amongst Ruin.

## Życiorys i kariera muzyczna
Perry Archangelo Bamonte urodził się 3 września 1960 roku w Londynie. Razem z siostrą Carlą i bratem Darylem dorastał w Basildon. Uczęszczał do St. Nicholas School razem z Martinem Gore’em. Mając 17 lat nauczył się grać na gitarze. Pierwsze muzyczne kroki stawiał w lokalnych zespołach: The School Bullies, Film Noir i Anorexic Dread. W 1984 roku, z pomocą brata, został pracownikiem technicznym The Cure. 
W 1990 roku Bamonte dołączył do zespołu, zastępując początkowo Rogera O’Donnella. Następnie grał na gitarze i klawiszach na albumie zespołu Wish z 1992 roku. Po odejściu Porla Thompsona w 1993 roku przejął obowiązki gitarzysty prowadzącego, pojawiając się na albumach: Wild Mood Swings, Bloodflowers i The Cure z 2004 roku, zanim został zwolniony z zespołu w 2005 roku. O’Donnell, który odszedł razem z nim, zdradził w rozmowie z Billboard.com, że został poinformowany przez Roberta Smitha o przekształceniu The Cure w zespół trzyosobowy, z basistą Simonem Gallupem i perkusistą Jasonem Cooperem.
Po opuszczeniu zespołu pasją Bamontego stało się wędkarstwo muchowe i malarstwo. Połączył je z funkcją dyrektora artystycznego kwartalnika Fly Culture.
W 2015 roku uczestniczył, jako gitarzysta basowy, w nagrywaniu albumu Lose Your Way zespołu Love Amongst Ruin.
W 2019 roku po raz pierwszy od czasu odejścia pojawił się z The Cure podczas ceremonii wprowadzenia zespołu do Rock and Roll Hall of Fame.
W 2022 roku powrócił do zespołu uczestnicząc w jego europejskiej trasie koncertowej, zainaugurowanej 6 października w Rydze. The Cure zaprezentował wówczas między innymi dwie nowe piosenki: „Alone” i „Endsong” z zapowiadanego albumu Songs of a Lost World.

## Nagrody
Dwukrotnie nominowany do do nagrody Grammy w kategorii: Best Alternative Music Album za albumy: Wish i Bloodflowers.

## Życie prywatne
Żonaty z Donną, zajmującą się rehabilitacją i przekwalifikowaniem. koni wyścigowych.